# Adelognathus facialis
Adelognathus facialis är en stekelart som beskrevs av Thomson 1883. Adelognathus facialis ingår i släktet Adelognathus och familjen brokparasitsteklar. Arten är reproducerande i Sverige. Inga underarter finns listade i Catalogue of Life.